# دبیرخانه بخش مینیپه
دبیرخانه بخش مینیپه (به لاتین: Minipe Divisional Secretariat) یک منطقهٔ مسکونی در سری‌لانکا است که در ناحیه کندی واقع شده‌است.